# Austauschbare Familie von Zufallsvariablen
Austauschbare Familie von Zufallsvariablen ist ein Begriff aus der Wahrscheinlichkeitstheorie, der die intuitive Vorstellung formalisiert, dass bei der Auswertung gewisser Informationen die Reihenfolge der Auswertung egal ist. Eine der wichtigsten Aussagen über austauschbare Familien ist der Darstellungssatz von de Finetti. Austauschbarkeit ist eine Abschwächung der Forderung, dass Zufallsvariablen unabhängig identisch verteilt sind.

## Definition
Eine Familie {\displaystyle (X_{i})_{i\in I}} von Zufallsvariablen heißt austauschbare Familie von Zufallsvariablen, wenn für jede Permutation {\displaystyle \sigma } der Indexmenge {\displaystyle I}, die nur endlich viele Werte von {\displaystyle I} vertauscht, die Verteilung von {\displaystyle (X_{i})_{i\in I}} mit der Verteilung von {\displaystyle (X_{\sigma (i)})_{i\in I}} übereinstimmt.
Äquivalent dazu ist die Definition, dass für alle Teilmengen {\displaystyle J\subset I} mit {\displaystyle |J|=n} die Verteilungen von {\displaystyle (X_{i})_{i\in J}} gleich sind.
Alternativ und äquivalent dazu definiert man eine Familie von Zufallsvariablen genau dann als austauschbar, wenn für jedes {\displaystyle n} und für alle paarweise verschiedene {\displaystyle i_{1},\dots ,i_{n}\in I} Elemente {\displaystyle j_{1},\dots ,j_{n}\in I} existieren, so dass {\displaystyle (X_{i_{1}},\dots ,X_{i_{n}})} und {\displaystyle (X_{j_{1}},\dots ,X_{j_{n}})} identisch verteilt sind.

## Bemerkungen und Eigenschaften
- Austauschbare Familien sind immer identisch verteilt. Dies folgt direkt aus der Definition, da die Gleichheit der Verteilungen für alle endlichen Teilmengen und damit auch für jede einzelne Zufallsvariable gefordert wird.
- Eine Folge von Zufallsvariablen {\displaystyle (X_{n})_{n\in \mathbb {N} }} ist genau dann austauschbar, wenn {\displaystyle (X_{n})_{n\in \mathbb {N} }} unabhängig identisch verteilt gegeben eine σ-Algebra {\displaystyle {\mathcal {A}}} ist. Ist dies der Fall, kann als σ-Algebra immer die terminale σ-Algebra oder die austauschbare σ-Algebra gewählt werden. Diese Aussage geht auf Bruno de Finetti zurück.